# カーボベルデ系ポルトガル人
カーボベルデ系ポルトガル人とは、カーボベルデに起源を持つポルトガルの住民である。
1995年には、ポルトガルに50,000人のカーボベルデ系の人々が存在したと推計されている。
2000年までにこの数字は83,000人までに上昇し、うち90%が大リスボン都市圏に住んでいた。2008年のポルトガル国民統計協会は68,145人のカーボベルデ人が合法的にポルトガルに住んでいると推計した。この数値は「ポルトガルに合法的に住む全外国人の15.7%に達する。」 。

## 著名な人物
- アンジェラ・マリア・フォンセカ・スピノラ
- クラウディオ・アギラール
- ジョルジ・アンドラーデ
- エルナニ・ボルジェス
- ネルソン・エヴォラ
- アルリンド・ゴメス・セメード
- ジョゼ・ゴンサルヴェス
- サラ・タヴァレス
- ネーネー・ダ・ルス
- ネルソン・マルコス
- サンドロ・メンデス
- ミゲル・モンテイロ
- ヴィクトル・モレーノ
- ナニ
- ニルトン・フェルナンデス
- ペドロ・ペレー
- ローランド
- マヌエル・エステヴァン・サンシェス
- エルネスト・ダ・コンセイサン・ソアレス
- マルコ・ソアレス
- エドソン・ローランド・シルヴァ・ソウザ
- ジョゼ・ヴェイガ
- ネルソン・ヴェイガ
- ジョアン・ゴメス - バスケットボール選手
- ルーラ
- ヌーノ・デルガド - 柔道家

## 脚註
1. 1 2  A Semana.  "Cape Verdeans make up 15.7% of all foreigners in Portugal." Retrieved January 20, 2008.
2. ↑  1995 Cape Verdean Diaspora Population Estimates
3. ↑  Marc-Montclos, Antoine Pérouse de.  " The Political Value of Remittances: Cape Verde, Comores, and Lesotho - Diasporas, Remittances and Africa South of the Sahara - A Strategic Assessment."  Institute for Security Studies.  Retrieved October 18, 2007.